# Italiaans-Eritrea
Italiaans-Eritrea (Italiaans: Colonia Eritrea) was de eerste kolonie van het koninkrijk Italië. Het grondgebied van de kolonie kwam overeen met dat van het huidige Eritrea.
De kolonie werd gevestigd in 1890, nadat de eerste Italianen zich in 1882 rond Assab hadden gevestigd. In 1936 ging de kolonie deel uitmaken van het grotere Italiaans-Oost-Afrika.

## Lijst van gouverneurs van Italiaans-Eritrea
- Baldassarre Orero (januari 1890 - juni 1890)
- Antonio Gandolfi (juni 1890 - februari 1892)
- Oreste Baratieri (februari 1892 - februari 1896)
- Antonio Baldissera (februari 1896 - december 1897)
- Ferdinando Martini (februari 1897 - maart 1907)
- Giuseppe Salvago Raggi maart 1907 - augustus 1915)
- Giovanni Cerrina Feroni augustus 1915 - september 1916)
- Giacomo De Martino (september 1916 - juli 1919)
- Camillo De Camillis (juli 1919 - november 1920)
- Ludovico Pollera (november 1920 - april 1921)
- Giovanni Cerrina Feroni (april 1921 - juni 1923)
- Giacopo Gasparini (juni 1923 - juni 1928)
- Corrado Zoli (juni 1928 - juli 1930)
- Riccardo Di Lucchesi (juli 1930 - januari 1935)
- Emilio De Bono (januari 1935 - november 1935)
- Pietro Badoglio (november 1935 - mei 1936)

## Afbeeldingen

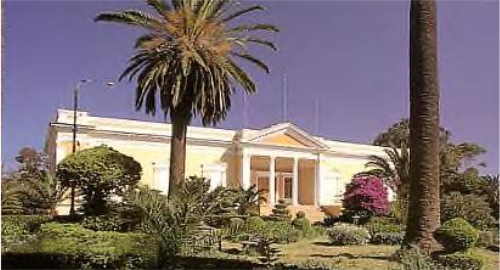
Paleis van de gouverneur, gebouwd in 1897 (tegenwoordig presidentieel paleis)
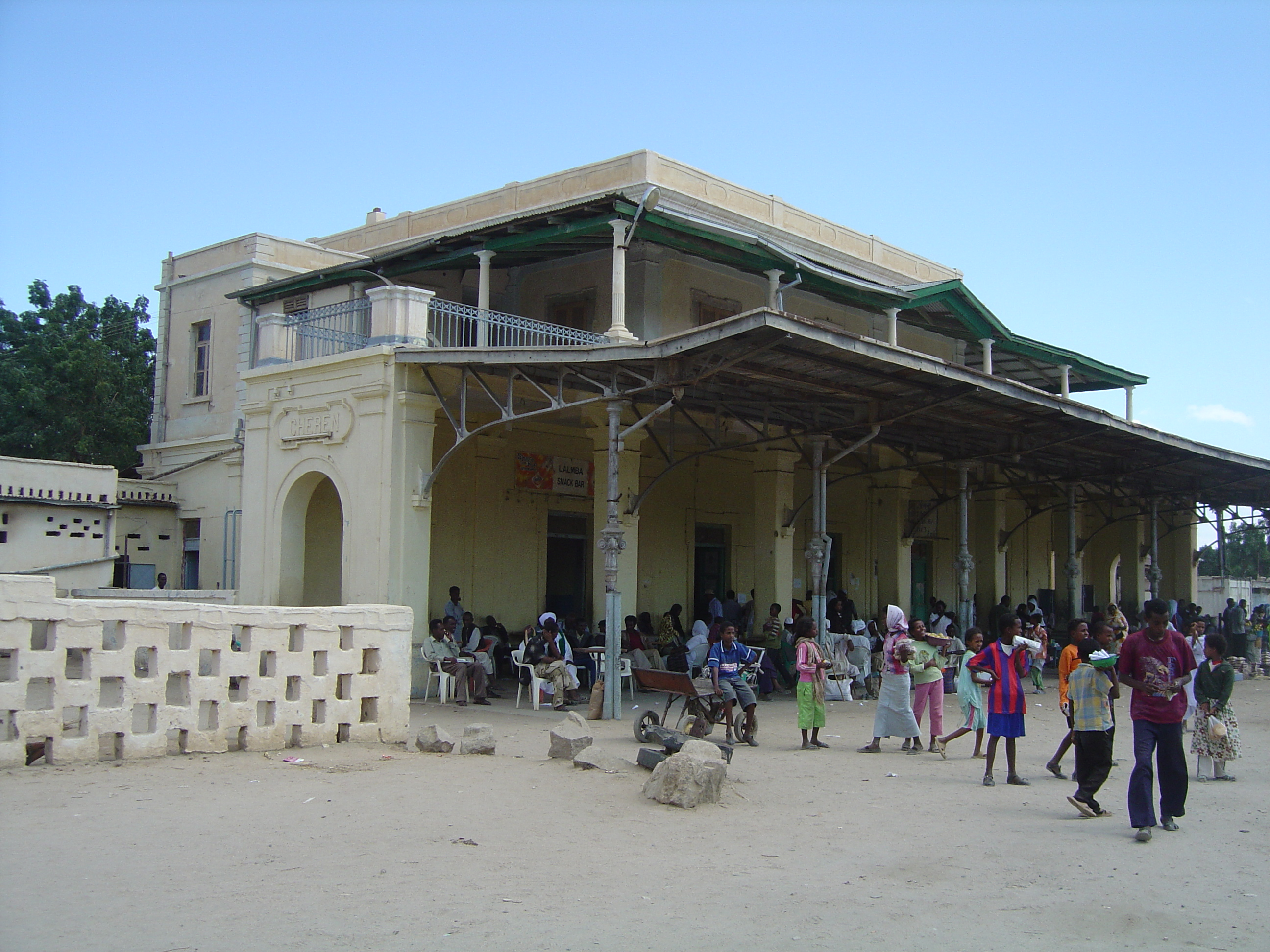
Treinstation van Keren (tegenwoordig busstation)
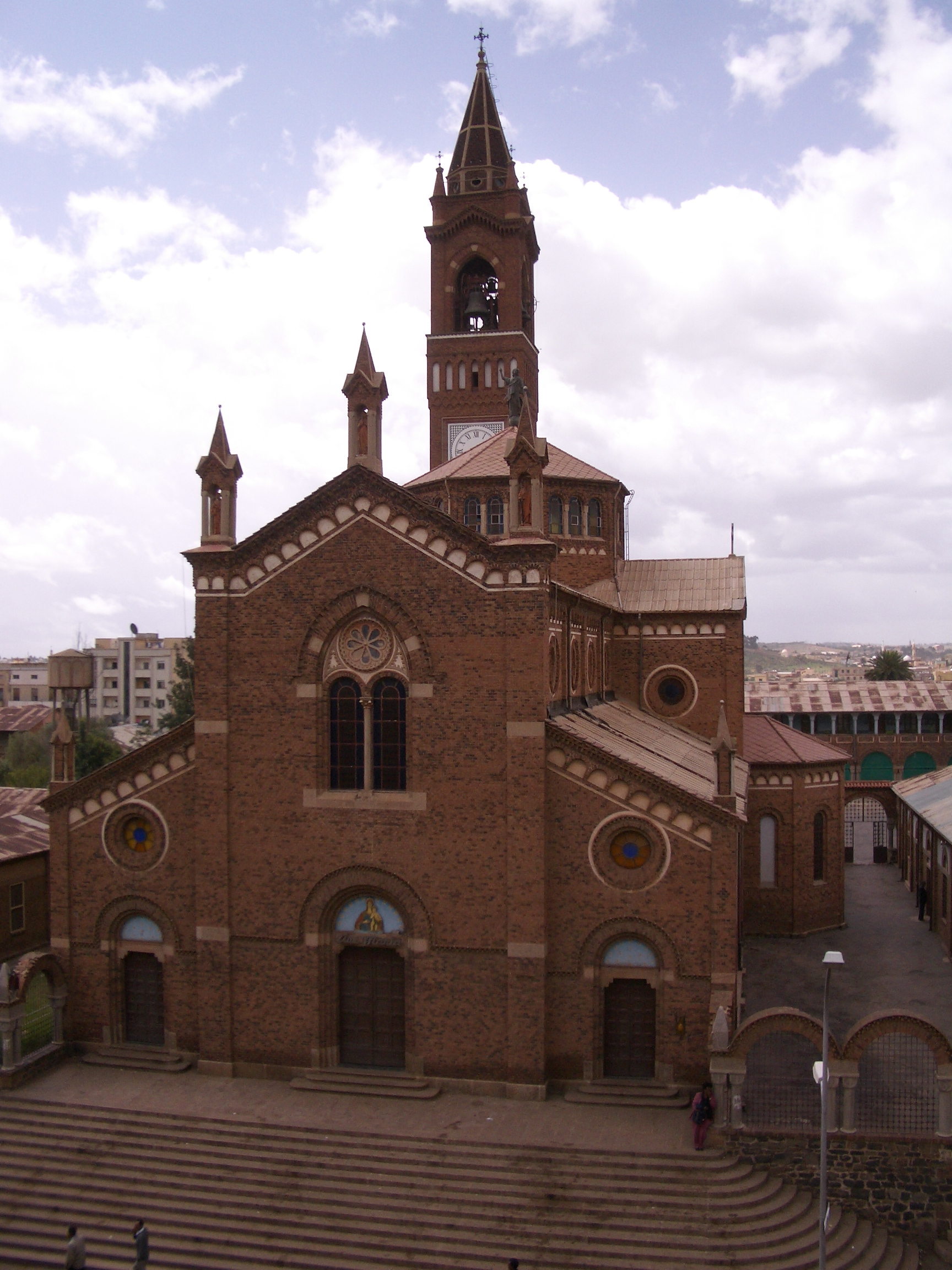
Onze-Lieve-Vrouw van de Rozenkranskerk (Asmara) uit 1923
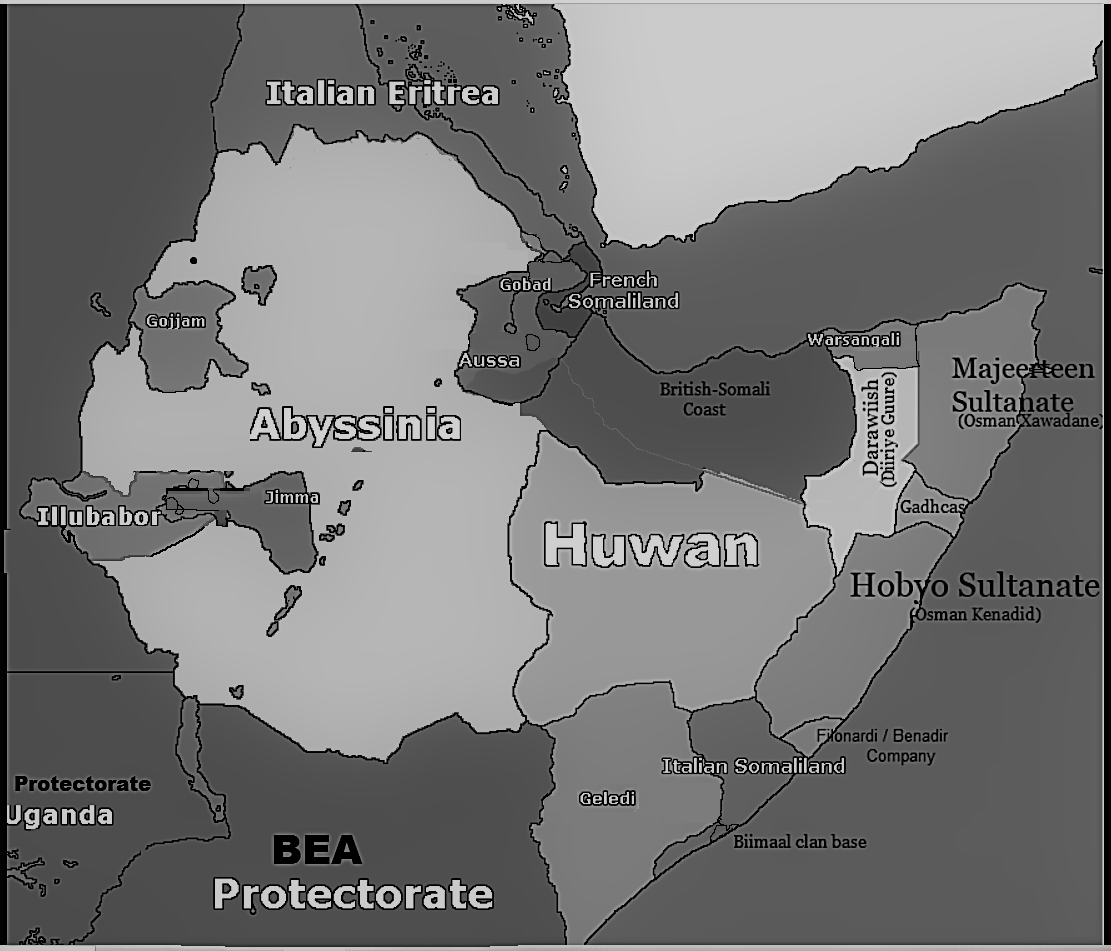
asmara